# University of Warwick

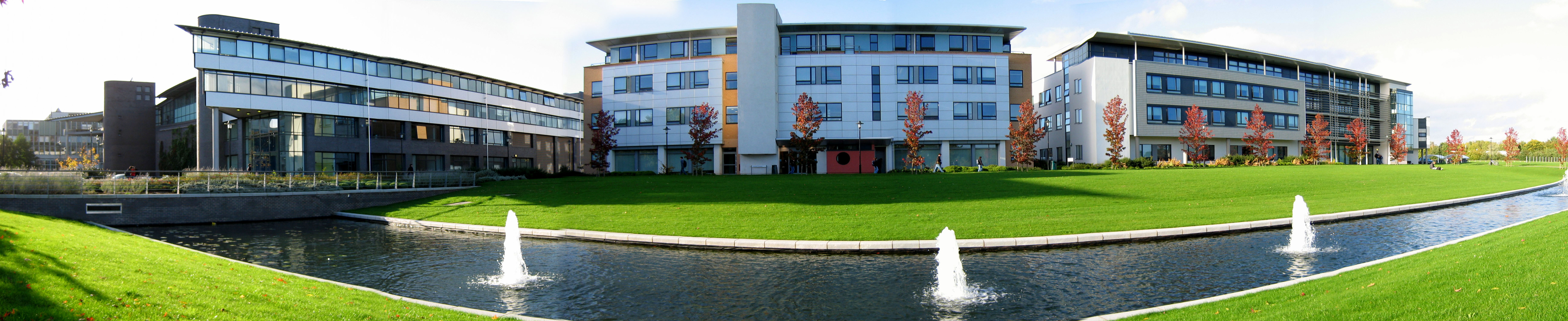
Fakultätsgebäude auf dem Campus der Warwick Universität

Die Universität Warwick (englisch: University of Warwick) ist eine staatliche Universität in Coventry nahe Warwick im Vereinigten Königreich. Sie zählt zu den besten Universitäten Englands und ist vor allem in den Fachrichtungen Betriebswirtschaftslehre, Management und Finanzwissenschaft unter den besten vier und im Bereich Politikwissenschaft und Internationale Studien unter den besten drei Universitäten des Vereinigten Königreichs. Die Fächer Betriebswirtschaftslehre und Management werden an der Warwick Business School unterrichtet, die zu den renommiertesten und selektivsten Business Schools der Welt zählt.

## Allgemeines
Im Jahre 1961 erfolgte der Gründungsbeschluss; 1965 erhielt sie die Royal Charter. Aufgrund einer Initiative, mehr Mediziner im Vereinigten Königreich auszubilden, wurde im Jahr 2000 die der Universität angeschlossene Warwick Medical School eröffnet. Die University of Warwick zählt zu den zehn größten des Landes und hat ihren modernen Campus am südwestlichen Stadtrand an der Grenze zu Warwickshire. Die Universität ist Mitglied der Russell-Gruppe, der AACSB, der Association of Commonwealth Universities, der Association of MBAs, der EQUIS, der European University Association und der Universities UK. Premierminister Tony Blair bezeichnete sie als die „Universität der Zukunft“ und US-Präsident Bill Clinton wählte Warwick für seine letzte öffentliche Rede als Präsident der Vereinigten Staaten.

## Rankings
Die Universität belegte im Jahr 2013, den 5. Platz im nationalen und den 58. Platz im internationalen Ranking und gehört zu den 1 % besten Universitäten der Welt. Ihre Schwerpunkte liegen in den Bereichen Mathematik, Wirtschaftswissenschaften und Politikwissenschaft. Im Jahr 2013 lag die University of Warwick laut The Complete University Guide auf dem ersten Platz im Bereich Wirtschaftswissenschaften, vor der London School of Economics, der Universität Cambridge und der Universität Oxford. Mit Cambridge, Oxford und dem Imperial College London zählt Warwick zu den vier besten Instituten im Bereich Mathematik und fordert darum von Bewerbern die höchste Note in Mathematik und zusätzliche Prüfungen (STEP Mathematics, die Mathematik-Aufnahme-Prüfungen aus Cambridge). In der Bewertung der Sunday Times für die Jahre 1998 bis 2007 lag Warwick auf dem dritten Platz im Zehnjahresdurchschnitt. Im Bereich der Wirtschaftswissenschaften erreicht die Universität im Guardian University Guide 2011 den ersten Platz. Der Independent Complete University Guide 2013 platziert „Accounting and Finance“ an der Universität Warwick im nationalen Vergleich ebenfalls auf dem dritten Rang. Das „Economic Institution Ranking“ sieht das Economics Department von Warwick auf dem fünften Platz in Europa und damit vor renommierten Instituten wie der University of Cambridge oder UCL. Beim Ranking des The Times/The Sunday Times Good University Guide 2019, der die Zufriedenheit der Studierenden, Forschungsexzellenz, und Berufsaussichten der Absolventen mit einbezieht, erreichte das Institut für Politikwissenschaft den ersten Platz aller 83 britischen politikwissenschaftlichen Fakultäten.
Zudem wurde die Universität 2012 zu Europas „bester jungen Universität“ gewählt und belegte weltweit in diesem Ranking, das alle Institutionen einschließt, die jünger als 50 Jahre sind, den dritten Rang.
Die Universität erzielte den ersten Platz als Hochschule mit den meisten Rekrutierungen von führenden Unternehmen im Vereinigten Königreich.